# Paraphidnia
Paraphidnia is een geslacht van rechtvleugeligen uit de familie sabelsprinkhanen (Tettigoniidae). De wetenschappelijke naam van dit geslacht is voor het eerst geldig gepubliceerd in 1898 door Giglio-Tos.

## Soorten
Het geslacht Paraphidnia omvat de volgende soorten:
- Paraphidnia bezverkhovi Gorochov, 2012
- Paraphidnia gracielae Cadena-Castañeda, 2012
- Paraphidnia hernandezi Cadena-Castañeda, 2012
- Paraphidnia lankesteri Rehn, 1918
- Paraphidnia mexicana Gorochov, 2012
- Paraphidnia osae Cadena-Castañeda, 2012
- Paraphidnia peruana Gorochov, 2012
- Paraphidnia polestshuki Gorochov, 2012
- Paraphidnia quirozi Cadena-Castañeda, 2012
- Paraphidnia rhinoceros Cadena-Castañeda, 2012
- Paraphidnia rubricorpus Cadena-Castañeda, 2012
- Paraphidnia silvai Cadena-Castañeda, 2012
- Paraphidnia svetlanae Gorochov, 2012
- Paraphidnia verrucosa Brunner von Wattenwyl, 1878
- Paraphidnia gallina Giglio-Tos, 1898